# Sojuz T-9
Sojuz T-9 è la denominazione di una missione della navicella spaziale Sojuz T verso la stazione spaziale sovietica Saljut 7 (DOS 6). Si trattò del quarantasettesimo volo equipaggiato di questo velivolo spaziale, del sessantanovesimo volo nell'ambito del programma Sojuz sovietico nonché del quinto volo equipaggiato verso la predetta stazione spaziale – il quarto che si agganciò e visitò effettivamente la stazione spaziale a causa dell'insuccesso della precedente missione Sojuz T-8.

## Equipaggio

### Equipaggio principale
| Ruolo             | Equipaggio                                           | Equipaggio                                           |
| ----------------- | ---------------------------------------------------- | ---------------------------------------------------- |
| Comandante        | Vladimir Ljachov, GCTC Saljut 7 EO-2 Secondo volo    | Vladimir Ljachov, GCTC Saljut 7 EO-2 Secondo volo    |
| Ingegnere di volo | Aleksandr Aleksandrov, NPOE Saljut 7 EO-2 Primo volo | Aleksandr Aleksandrov, NPOE Saljut 7 EO-2 Primo volo |

### Equipaggio di riserva
| Ruolo             | Equipaggio               | Equipaggio               |
| ----------------- | ------------------------ | ------------------------ |
| Comandante        | Vladimir Titov, GCTC     | Vladimir Titov, GCTC     |
| Ingegnere di volo | Gennadij Strekalov, NPOE | Gennadij Strekalov, NPOE |

## Missione
Dopo che l'equipaggio era riuscito ad agganciarsi al congegno posteriore del complesso orbitale formato dalla Saljut 7/Cosmos 1443, iniziarono a svuotare le circa 3,5 tonnellate di beni ed oggetti trasportati a bordo di questa navicella spaziale di trasporto.
Il 27 luglio vi fu l'impatto di un oggetto non definito in una delle finestre della stazione spaziale Saljut 7. Questo impatto provocò un piccolo buco di circa 4  mm di profondità, senza comunque frantumare la finestra doppia. Si presume che tale oggetto potesse provenire dallo sciame meteorico dei Delta-Acquaridi del sud, oppure fosse stato semplicemente un piccolo pezzo di detrito spaziale.
La navicella spaziale agganciata alla stazione spaziale Saljut denominata Cosmos 1443 fu in realtà una navicella priva di equipaggio del tipo TKS. I cosmonauti Ljachov e Alexandrov caricarono la capsula di ritorno „WA“ (Wosvraschajemyj Apparat), che pesava circa 500 kg, a cui si aggiungono circa 350 kg di materiale composto in gran parte da risultati di analisi ed esperimenti svolti a bordo della stazione spaziale nonché strumenti ed attrezzatura non più necessaria per la continuazione della missione. Il 14 agosto venne staccata la capsula WA, la quale atterrò il 23 agosto. La sezione, o meglio il blocco orbitale, „FGB“
(Funktionalno-grusovoj blocco) invece, rimase in orbita per spegnersi man mano mentre rientrava a terra il 19 settembre sopra le acque dell'Oceano Pacifico.

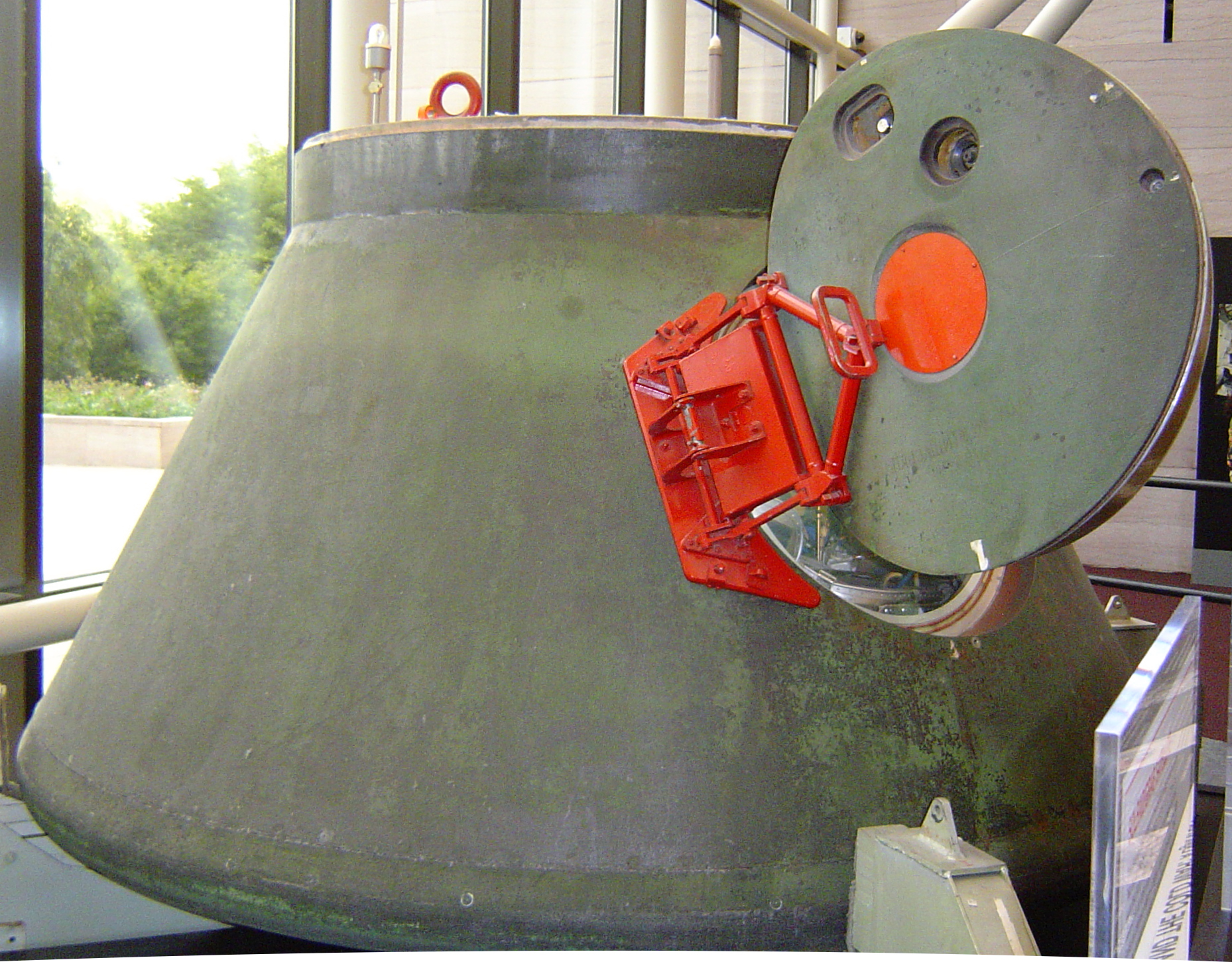
La capsula di ritorno della Cosmos 1443